# Oceaniphisis tongaensis
Espèce
Synonymes
- Oceaniphisis (Oceaniphisis) tongaensis X. Jin, 1992[2]

Oceaniphisis tongaensis est une espèce d'orthoptères de la famille des Tettigoniidae. 

## Distribution
Cette espèce est endémique des îles Tonga où elle a été découverte sur 'Eua.

## Étymologie
Son nom spécifique, composé de tonga et du suffixe latin -ensis, « qui vit dans, qui habite », lui a été donné en référence au lieu de sa découverte. 

## Publication originale
- Jin & Kevan, 1992 : « Taxonomic revision and phylogeny of the tribe Phisidini (Insecta: Grylloptera: Meconematidae) ». Theses Zoologicae, vol. 18, p. 1–360.